# Saint-Apollinaire-de-Rias
 Saint-Apollinaire-de-Rias  es una población y comuna francesa, ubicada en la región de Ródano-Alpes, departamento de Ardèche, en el distrito de Tournon-sur-Rhône y cantón de Vernoux-en-Vivarais.

## Demografía
| 198 | 178 | 140 | 132 | 128 | 119 |
| Para los censos de 1962 a 1999 la población legal corresponde a la población sin duplicidades (Fuente: INSEE [Consultar]) |     |     |     |     |     |